# Lista de jogos eletrônicos da Codemasters
Codemasters é um desenvolvedora e editora de videogame britânica fundada por David Darling e seu irmão Richard em 1986. A sede do estúdio está situada em Southam, Warwickshire, enquanto as 3 subsidiárias da empresa estão localizadas em Birmingham e Kuala Lumpur, Malásia. A empresa era conhecida por desenvolver e publicar títulos de corridas, como Colin McRae Rally, Micro Machines e TOCA. A empresa também lançou vários outros jogos em outros gêneros, como a série de Jogo eletrônico de ação e aventura|Ação e aventura Overlord, a série de tiro tático Operation Flashpoint e a série Brian Lara Cricket. Em 2008, a empresa adquiriu os direitos para desenvolver e publicar videogames de Fórmula Um licenciados. No mesmo ano, a empresa adquiriu o Sega Racing Studio da Sega e a Codemasters Birmingham da Swordfish Studios.

## Lista de jogos eletrônicos
| Ano  | Nome                                              | Gênero                                      | Plataformas                                                                          | Fontes              |
| ---- | ------------------------------------------------- | ------------------------------------------- | ------------------------------------------------------------------------------------ | ------------------- |
| 1986 | Super Robin Hood                                  | Plataforma                                  | Amiga, Amstrad CPC, ZX Spectrum, C64, Atari ST, Amiga, NES                           | [ 1 ]               |
| 1986 | BMX Simulator                                     | Corrida                                     | Amiga, Atari 8-bit, Atari ST, Amstrad CPC, C64, MSX, ZX Spectrum                     | [ 2 ]               |
| 1987 | Ghost Hunters                                     | Ação, Plataforma                            | Amstrad CPC, ZX Spectrum                                                             | [ 3 ]               |
| 1987 | Grand Prix Simulator                              | Corrida                                     | Amstrad CPC, C64, ZX Spectrum                                                        | [ 4 ]               |
| 1987 | Dizzy – The Ultimate Cartoon Adventure            | Aventura                                    | C64, Amstrad CPC, ZX Spectrum                                                        | [carece de fontes?] |
| 1987 | Professional Ski Simulator                        | Esporte                                     | Amstrad CPC, ZX Spectrum, C64 Atari ST, Amiga                                        | [ 5 ]               |
| 1987 | 3D Starfighter                                    | Ação / Tiro                                 | Amstrad CPC, ZX Spectrum                                                             | [ 6 ]               |
| 1987 | ATV Simulator                                     | Esporte, Simulação                          | ZX Spectrum, C64, Amstrad CPC                                                        | [ 7 ]               |
| 1988 | Jet Bike Simulator                                | Esporte, Simulação                          | ZX Spectrum, C64, Amstrad CPC, Atari ST, Amiga                                       | [ 8 ]               |
| 1988 | Fruit Machine Simulator                           | Simulador de jogo de azar                   | ZX Spectrum, C64, Amstrad CPC, Atari ST, Amiga                                       | [ 9 ]               |
| 1988 | The Race Against Time                             |                                             | ZX Spectrum, C64, Amstrad CPC                                                        | [ 10 ]              |
| 1988 | Pro BMX Simulator                                 | Esporte, Simulação                          | ZX Spectrum, C64, Amstrad CPC                                                        | [ 11 ]              |
| 1988 | Advanced Pinball Simulator                        | Pinball                                     | Amstrad CPC, ZX Spectrum, C64                                                        | [ 12 ]              |
| 1988 | Treasure Island Dizzy                             | Aventura                                    | Amstrad CPC, ZX Spectrum, C64, Enterprise 64/128, Amiga, Atari ST, MS-DOS, NES, CD32 | [ 13 ]              |
| 1989 | Championship Jet Ski Simulator                    | Esporte, Simulação                          | Amstrad CPC, ZX Spectrum, C64, Atari ST, Amiga                                       | [ 8 ]               |
| 1989 | 4 Soccer Simulators                               | Esporte                                     | Amstrad CPC, C64, ZX Spectrum                                                        | [ 14 ]              |
| 1989 | BMX Simulator 2                                   | Esporte, Simulação                          | ZX Spectrum, C64, Amstrad CPC                                                        | [ 15 ]              |
| 1989 | Fast Food                                         | Maze                                        | Amstrad CPC, ZX Spectrum, C64, Enterprise 64/128, Atari ST, Amiga, MS-DOS            | [ 16 ]              |
| 1989 | Grand Prix Simulator II                           | Corrida                                     | Amstrad CPC, C64, ZX Spectrum                                                        | [ 17 ]              |
| 1989 | Operation Gunship                                 | Ação                                        | Amstrad CPC, C64, ZX Spectrum                                                        | [ 18 ]              |
| 1989 | MiG-29: Soviet Fighter                            | Ação, Shoot 'em up                          | Amstrad CPC, C64, ZX Spectrum, Amiga, Atari ST, NES                                  |                     |
| 1989 | Fantasy World Dizzy                               | Aventura                                    | Amstrad CPC, ZX Spectrum, C64, Enterprise 64/128, Amiga, Atari ST, MS-DOS            | [ 19 ]              |
| 1989 | 750cc Grand Prix                                  | Corrida                                     | ZX Spectrum, Amstrad CPC                                                             | [ 20 ]              |
| 1990 | The Ultimate Stuntman                             | Ação                                        | NES                                                                                  | [ 21 ]              |
| 1990 | Kwik Snax                                         | Aventura                                    | Amstrad CPC, ZX Spectrum, C64, Amiga, Atari ST, MS-DOS                               | [ 22 ]              |
| 1990 | Bubble Dizzy                                      | Ação                                        | Amstrad CPC, ZX Spectrum, C64, Amiga, Atari ST, MS-DOS                               | [ 23 ]              |
| 1990 | Dizzy Panic!                                      | Puzzle                                      | Amstrad CPC, ZX Spectrum, C64, Master System, Game Gear                              | [ 24 ]              |
| 1990 | Italia 1990                                       | Esporte - Futebol                           | Amiga, Atari ST                                                                      | [carece de fontes?] |
| 1991 | Tilt                                              | Puzzle game                                 | ZX Spectrum                                                                          |                     |
| 1991 | Magicland Dizzy                                   | Aventura                                    | Amstrad CPC, ZX Spectrum, C64                                                        |                     |
| 1991 | Paris To Dakar Rally                              | Corrida                                     | ZX Spectrum                                                                          |                     |
| 1991 | Miami Chase                                       | Combate de veículos                         | ZX Spectrum                                                                          |                     |
| 1991 | FireHawk                                          | Ação                                        | NES, Atari ST, Amiga                                                                 | [ 25 ]              |
| 1991 | Big Nose the Caveman                              | Plataforma                                  | NES, Amiga, Atari ST                                                                 | [ 26 ]              |
| 1991 | Dizzy: Down the Rapids                            | Arcade                                      | Amstrad CPC, ZX Spectrum, C64, Amiga, Atari ST, MS-DOS                               | [ 27 ]              |
| 1991 | Fantastic Dizzy                                   | Aventura                                    | NES, MS-DOS, Master System, Sega Genesis, Amiga, Game Gear, CD32                     | [ 28 ]              |
| 1991 | Micro Machines                                    | Corrida                                     | Amiga, NES, Master System, Sega Genesis, MS-DOS, CD-i, Xbox                          | [ 29 ]              |
| 1991 | CJ's Elephant Antics                              | Plataforma                                  | ZX Spectrum, C64, Atari ST, Amiga, NES                                               | [ 30 ]              |
| 1992 | Crystal Kingdom Dizzy                             | Aventura                                    | Amstrad CPC, ZX Spectrum, C64, Amiga, Atari ST, MS-DOS, CD32                         | [ 31 ]              |
| 1992 | Big Nose Freaks Out                               | Ação                                        | NES                                                                                  | [ 32 ]              |
| 1992 | Bee 52                                            | Ação                                        | C64, NES                                                                             |                     |
| 1992 | Robin Hood Legend Quest                           | Plataforma                                  | Atari ST, Amiga                                                                      | [ 33 ]              |
| 1992 | Slicks                                            | Corrida                                     | C64                                                                                  |                     |
| 1993 | The Excellent Dizzy Collection                    | Aventura                                    | Master System, Game Gear                                                             | [ 28 ]              |
| 1994 | Micro Machines 2: Turbo Tournament                | Corrida                                     | Sega Genesis, MS-DOS, Game Gear                                                      | [ 29 ]              |
| 1994 | Psycho Pinball                                    | Pinball                                     | Sega Genesis, MS-DOS                                                                 | [ 34 ]              |
| 1994 | Pete Sampras Tennis                               | Esporte                                     | Sega Genesis                                                                         |                     |
| 1996 | The Realm Online                                  | MMORPG                                      | Windows                                                                              | [ 35 ]              |
| 1996 | Brian Lara Cricket '96                            | Esporte                                     | Sega Genesis, Windows, Amiga                                                         | [ 36 ]              |
| 1997 | Micro Machines V3                                 | Corrida                                     | PlayStation, Windows, Nintendo 64                                                    | [ 29 ]              |
| 1997 | Jonah Lomu Rugby                                  | Esporte                                     | Windows, PlayStation, Sega Saturn                                                    | [ 37 ]              |
| 1997 | TOCA Touring Car Championship                     | Corrida                                     | Windows                                                                              | [ 38 ]              |
| 1998 | Colin McRae Rally                                 | Corrida                                     | Windows, PlayStation, Game Boy Color                                                 | [ 39 ]              |
| 1999 | Touring Car Challenge                             | Corrida                                     | Windows                                                                              | [ 40 ]              |
| 1999 | Brian Lara Cricket '99                            | Esporte                                     | PlayStation, Windows                                                                 | [ 41 ]              |
| 1999 | TOCA 2 Touring Cars                               | Corrida                                     | PlayStation, Windows                                                                 | [ 42 ]              |
| 1999 | No Fear Downhill Mountain Biking                  | Esporte Extremos, Corrida                   | PlayStation, Game Boy Color                                                          | [ 43 ]              |
| 2000 | Jarrett & Labonte Stock Car Racing                | Corrida                                     | PlayStation, Game Boy Advance                                                        | [ 44 ]              |
| 2000 | Mike Tyson Boxing                                 | Esporte                                     | PlayStation                                                                          | [ 45 ]              |
| 2000 | Colin McRae Rally 2.0                             | Corrida                                     | PlayStation, Windows, iOS                                                            | [ 46 ]              |
| 2001 | Insane                                            | Corrida                                     | Windows                                                                              | [ 47 ]              |
| 2001 | Severance: Blade of Darkness                      | RPG de ação, hack and slash                 | Windows                                                                              | [ 48 ]              |
| 2001 | MTV Music Generator 2                             | Música                                      | PlayStation 2                                                                        | [ 49 ]              |
| 2001 | Operation Flashpoint: Cold War Crisis             | Tiro tático                                 | Windows                                                                              | [ 50 ]              |
| 2002 | Mike Tyson Heavyweight Boxing                     | Esporte                                     | PlayStation 2, Xbox                                                                  | [ 51 ]              |
| 2002 | Prisoners of War                                  | Jogo eletrônico de stealth                  | Windows, Xbox, PlayStation 2                                                         | [ 52 ]              |
| 2002 | Pro Race Driver                                   | Corrida                                     | PlayStation 2, Windows, Xbox                                                         | [ 53 ]              |
| 2002 | TOCA Race Driver                                  | Corrida                                     | PlayStation 2, Xbox, Windows                                                         | [ 54 ]              |
| 2003 | Colin McRae Rally 3                               | Corrida                                     | PlayStation 2, Xbox                                                                  | [ 55 ]              |
| 2003 | Downhill Domination                               | Corrida                                     | PlayStation 2                                                                        |                     |
| 2003 | I.G.I.-2: Covert Strike                           | Jogo eletrônico de stealth, Ação e aventura | Windows                                                                              | [ 56 ]              |
| 2003 | IndyCar Series                                    | Corrida                                     | Windows, PlayStation 2, Xbox                                                         | [ 57 ]              |
| 2003 | American Idol                                     | Ritmo                                       | Windows, PlayStation 2, Game Boy Advance                                             | [ 58 ]              |
| 2004 | Colin McRae Rally 04                              | Corrida                                     | Xbox, Windows                                                                        | [ 59 ]              |
| 2004 | TOCA Race Driver 2                                | Corrida                                     | Windows, PlayStation 2, PlayStation Portable, Xbox                                   | [ 60 ]              |
| 2004 | TOCA Race Driver 2: The Ultimate Racing Simulator | Corrida                                     | Windows, PlayStation 2                                                               | [ 61 ]              |
| 2004 | IndyCar Series 2005                               | Corrida                                     | Xbox                                                                                 | [ 62 ]              |
| 2004 | MTV Music Generator 3: This Is the Remix          | Música                                      | PlayStation 2, Xbox                                                                  | [ 63 ]              |
| 2004 | Soldiers: Heroes of World War II                  | Táticas em tempo real                       | Windows                                                                              | [ 64 ]              |
| 2004 | Perimeter                                         | Táticas em tempo real                       | Windows                                                                              | [ 65 ]              |
| 2004 | Second Sight                                      | Ação e aventura, Jogo eletrônico de stealth | Windows, PlayStation 2, Xbox, Gamecube                                               | [ 66 ]              |
| 2005 | Worms 4: Mayhem                                   | Artilharia, Estratégia                      | Windows, PlayStation 2, Xbox                                                         | [ 67 ]              |
| 2004 | Colin McRae Rally 2005                            | Corrida                                     | Xbox, Windows                                                                        | [ 68 ]              |
| 2004 | Manchester United Soccer 2005                     | Esporte, Simulação                          | Windows                                                                              | [ 69 ]              |
| 2005 | Operation Flashpoint: Elite                       | Tiro tático                                 | Xbox                                                                                 | [ 70 ]              |
| 2005 | Brian Lara International Cricket 2005             | Esporte                                     | Windows, PlayStation 2, Xbox                                                         | [ 71 ]              |
| 2006 | RF Online                                         | MMORPG                                      | Windows                                                                              | [ 72 ]              |
| 2006 | TOCA Race Driver 3                                | Corrida                                     | Windows, PlayStation 2, Xbox, PlayStation Portable                                   | [ 73 ]              |
| 2006 | Micro Machines V4                                 | Corrida                                     | Windows, PlayStation 2, PlayStation Portable, Nintendo DS                            | [ 74 ]              |
| 2006 | Dance Factory                                     | Música                                      | PlayStation 2                                                                        | [ 75 ]              |
| 2006 | ArchLord                                          | MMORPG                                      | Windows                                                                              | [ 76 ]              |
| 2006 | Rainbow Islands Revolution                        | Plataforma                                  | Nintendo DS, PlayStation Portable                                                    | [ 77 ]              |
| 2006 | Bubble Bobble Revolution                          | Plataforma                                  | Nintendo DS, PlayStation Portable                                                    | [ 78 ]              |
| 2007 | Maelstrom                                         | Estratégia em tempo real                    | Windows                                                                              | [ 79 ]              |
| 2007 | Brian Lara International Cricket 2007             | Esporte                                     | Windows, PlayStation 2, Xbox 360                                                     | [ 80 ]              |
| 2007 | Heatseeker                                        | Simulador de voo                            | PlayStation 2, Wii, PlayStation Portable                                             | [ 81 ]              |
| 2007 | Hospital Tycoon                                   | Simulação empresarial                       | Windows                                                                              | [ 82 ]              |
| 2007 | Colin McRae: Dirt                                 | Corrida                                     | Windows, PlayStation 3, Xbox 360                                                     | [ 83 ]              |
| 2007 | Overlord                                          | Ação e aventura                             | Windows, Xbox 360                                                                    | [ 84 ]              |
| 2007 | Rafa Nadal Tennis                                 | Esporte                                     | Nintendo DS                                                                          | [ 85 ]              |
| 2007 | Bullet Witch                                      | Third-person shooter, Ação                  | Xbox 360                                                                             | [ 86 ]              |
| 2007 | Race Driver: Create & Race                        | Corrida                                     | Nintendo DS                                                                          | [ 87 ]              |
| 2007 | Brian Lara International Cricket 2007             | Esporte                                     | Windows, Xbox 360, PlayStation 2                                                     | [ 88 ]              |
| 2007 | Brian Lara 2007 Pressure Play                     | Esporte                                     | PlayStation Portable                                                                 | [ 89 ]              |
| 2007 | Clive Barker's Jericho                            | First-person shooter, survival horror       | Windows, PlayStation 3, Xbox 360                                                     | [ 90 ]              |
| 2007 | Impossible Mission                                | Plataforma                                  | Nintendo DS, Wii                                                                     | [ 91 ]              |
| 2007 | Sensible World of Soccer                          | Esporte                                     | Xbox 360                                                                             | [ 92 ]              |
| 2007 | The Lord of the Rings Online                      | MMORPG                                      | Windows                                                                              | [ 93 ]              |
| 2008 | Overlord: Raising Hell                            | Ação e aventura                             | Windows, PlayStation 3, Xbox 360                                                     | [ 94 ]              |
| 2008 | Turning Point: Fall of Liberty                    | First-person shooter                        | Windows, PlayStation 3, Xbox 360                                                     | [ 95 ]              |
| 2008 | Bliss Island                                      | Puzzle                                      | Xbox 360, Windows, PlayStation Portable                                              | [ 96 ]              |
| 2008 | Dirty Dancing: the Video Game                     | Puzzle                                      | Windows                                                                              | [ 97 ]              |
| 2008 | Emergency Mayhem                                  | Corrida, Ação                               | Wii                                                                                  | [ 98 ]              |
| 2008 | Race Driver: Grid                                 | Corrida                                     | Windows, PlayStation 3, Xbox 360, Nintendo DS                                        | [ 99 ]              |
| 2008 | James Pond: Codename Robocod                      | Plataforma                                  | Nintendo DS                                                                          | [ 100 ]             |
| 2008 | Bella Sara                                        | Simulador de vida, puzzle                   | Nintendo DS, Windows                                                                 | [ 101 ]             |
| 2008 | You're in the Movies                              | Party                                       | Xbox 360                                                                             | [ 102 ]             |
| 2008 | Rise of the Argonauts                             | RPG de ação                                 | Windows, PlayStation 3, Xbox 360                                                     | [ 103 ]             |
| 2009 | Damnation                                         | Third-person shooter                        | Windows, PlayStation 3, Xbox 360                                                     | [ 104 ]             |
| 2009 | Fuel                                              | Corrida                                     | Windows, PlayStation 3, Xbox 360                                                     | [ 105 ]             |
| 2009 | Overlord: Minions                                 | Ação e aventura                             | Nintendo DS                                                                          | [ 106 ]             |
| 2009 | Overlord: Dark Legend                             | Ação e aventura                             | Wii                                                                                  | [ 107 ]             |
| 2009 | Overlord II                                       | Ação e aventura                             | Windows, PlayStation 3, Xbox 360                                                     | [ 108 ]             |
| 2009 | Ashes Cricket 2009                                | Esporte                                     | PlayStation 3, Wii, Xbox 360, Windows                                                | [ 109 ]             |
| 2009 | Colin McRae: Dirt 2                               | Corrida                                     | Nintendo DS, PlayStation 3, PlayStation Portable, Wii, Xbox 360, Windows             | [ 110 ]             |
| 2009 | Operation Flashpoint: Dragon Rising               | Tiro tático                                 | Windows, PlayStation 3, Xbox 360                                                     | [ 111 ]             |
| 2009 | Dragonology                                       | Educativo                                   | Nintendo DS                                                                          | [ 112 ]             |
| 2009 | F1 2009                                           | Corrida                                     | Wii, PlayStation Portable                                                            | [ 113 ]             |
| 2010 | F1 2010                                           | Corrida                                     | Windows, PlayStation 3, Xbox 360                                                     | [ 114 ]             |
| 2010 | International Cricket 2010                        | Esporte                                     | PlayStation 3, Xbox 360                                                              | [ 115 ]             |
| 2011 | Dirt 3                                            | Corrida                                     | Windows, PlayStation 3, Xbox 360, macOS                                              | [ 116 ]             |
| 2011 | Operation Flashpoint: Red River                   | Tiro tático                                 | Windows, PlayStation 3, Xbox 360                                                     | [ 117 ]             |
| 2011 | Bodycount                                         | First-person shooter                        | PlayStation 3, Xbox 360                                                              | [ 118 ]             |
| 2011 | F1 2011                                           | Corrida                                     | Windows, PlayStation 3, Xbox 360, Nintendo 3DS, PlayStation Vita                     | [ 119 ]             |
| 2011 | Dizzy Prince of the Yolkfolk                      | Aventura                                    | iOS                                                                                  | [ 120 ]             |
| 2012 | Dirt: Showdown                                    | Corrida                                     | Windows, PlayStation 3, Xbox 360, Linux                                              | [ 121 ]             |
| 2012 | F1 2012                                           | Corrida                                     | Windows, PlayStation 3, Xbox 360                                                     | [ 122 ]             |
| 2012 | F1 Race Stars                                     | Corrida                                     | Windows, PlayStation 3, Xbox 360                                                     | [ 123 ]             |
| 2013 | Colin McRae Rally                                 | Corrida                                     | iOS, Android, macOS, Windows                                                         | [ 124 ]             |
| 2013 | Grid 2                                            | Corrida                                     | Windows, PlayStation 3, Xbox 360, macOS                                              | [ 125 ]             |
| 2013 | F1 2013                                           | Corrida                                     | Windows, PlayStation 3, Xbox 360                                                     | [ 126 ]             |
| 2013 | F1 Race Stars: Powered Up Edition                 | Corrida                                     | Wii U                                                                                | [ 127 ]             |
| 2014 | Grid Autosport                                    | Corrida                                     | Windows, PlayStation 3, Xbox 360, Linux, macOS, Nintendo Switch                      | [ 128 ]             |
| 2014 | F1 2014                                           | Corrida                                     | Windows, PlayStation 3, Xbox 360                                                     | [ 129 ]             |
| 2014 | Toybox Turbos                                     | Corrida                                     | Windows, PlayStation 3, Xbox 360                                                     | [ 130 ]             |
| 2015 | F1 2015                                           | Corrida                                     | Windows, PlayStation 4, Xbox One, Linux                                              | [ 131 ]             |
| 2015 | Overlord: Fellowship of Evil                      | Ação e aventura                             | Windows, PlayStation 4, Xbox One                                                     | [ 132 ]             |
| 2015 | Dirt Rally                                        | Corrida                                     | Windows, PlayStation 4, Xbox One, Linux, macOS                                       | [ 133 ]             |
| 2016 | F1 2016                                           | Corrida                                     | Windows, PlayStation 4, Xbox One, macOS                                              | [ 134 ]             |
| 2017 | Micro Machines World Series                       | Corrida                                     | Windows, PlayStation 4, Xbox One                                                     | [ 135 ]             |
| 2017 | Dirt 4                                            | Corrida                                     | Windows, PlayStation 4, Xbox One, Linux, macOS                                       | [ 136 ]             |
| 2017 | F1 2017                                           | Corrida                                     | Windows, PlayStation 4, Xbox One, Linux, macOS                                       | [ 137 ]             |
| 2018 | Onrush                                            | Combate de veículos                         | PlayStation 4, Xbox One                                                              | [ 138 ]             |
| 2018 | F1 2018                                           | Corrida                                     | Windows, PlayStation 4, Xbox One                                                     | [ 139 ]             |
| 2019 | Dirt Rally 2.0                                    | Corrida                                     | Windows, PlayStation 4, Xbox One                                                     | [ 140 ]             |
| 2019 | F1 2019                                           | Corrida                                     | Windows, PlayStation 4, Xbox One                                                     | [ 141 ]             |
| 2019 | Grid                                              | Corrida                                     | Windows, PlayStation 4, Xbox One, Stadia                                             | [ 142 ]             |
| 2020 | F1 2020                                           | Corrida                                     | Windows, PlayStation 4, Xbox One, Stadia                                             | [ 143 ]             |
| 2020 | Dirt 5                                            | Corrida                                     | Windows, PlayStation 4, PlayStation 5, Xbox One, Xbox Series X                       | [ 144 ]             |
| 2021 | F1 2021                                           | Corrida                                     | Windows, PlayStation 4, PlayStation 5, Xbox One, Xbox Series X/S                     | [ 145 ]             |
| 2022 | Grid Legends                                      | Corrida                                     | Windows, PlayStation 4, PlayStation 5, Xbox One, Xbox Series X/S                     | [ 146 ]             |

### Jogos cancelados
- Dragon Empires